# Gorno Krouchyé
Gorno Krouchyé (en macédonien Горно Крушје) est un village du sud-est de la Macédoine du Nord, situé dans la municipalité de Resen. Le village comptait 107 habitants en 2002.

## Démographie
Lors du recensement de 2002, le village comptait :
- Macédoniens : 107